# Louis Dupuy de Belvèze
Pour les articles homonymes, voir Dupuy.
Louis Marie Gustave Dupuy de Belvèze est un homme politique français né le 11 février 1809 à Limoux (Aude) et mort le 7 novembre 1886 à Fanjeaux (Aude).

## Biographie
Propriétaire terrien (Château Belvèze, dans le Languedoc), il est député de l'Aude de 1849 à 1851, siégeant à droite avec les monarchistes. 
En 1876, il publie "Pensées, maximes, réflexions", ouvrage comportant des aphorismes personnels. 

## Citations
"L'égoïste vit dans l'horizon le plus étroit, mais il le remplit"
"Tout ce qui entre dans un petit esprit en prend les dimensions"
"Si l'envie pouvait regarder le soleil, elle ne verrait que ses taches",